# Municipio de Ajdovščina
El  Municipio de Ajdovščina , es un municipio con una población de un poco menos de 19.000 habitantes ubicado en el Valle de Vipava, en el suroeste de Eslovenia.  El municipio fue creado en 1994 Su sede se encuentra en la villa de Ajdovščina A partir de febrero del 2013 su alcalde es Marijan Poljšak
El clima está influenciado por el Mediterráneo (la temperatura mínima en invierno es de -1 °C, mientras que la máxima es de 17 °C; en el verano la temperatura máxima es de 39 °C, mientras que la mínima es de 20 °C, Ajdovščina se caracteriza por ser una zona con fuertes vientos.

## Localidades
Comprende, además de la capital municipal Ajdovščina, los pueblos de Batuje, Bela, Brje, Budanje, Cesta, Col, Črniče, Dobravlje, Dolenje, Dolga Poljana, Gaberje, Gojače, Gozd, Grivče, Kamnje, Kovk, Kožmani, Križna gora, Lokavec, Male Žablje, Malo Polje, Malovše, Otlica, Plače, Planina, Podkraj, Potoče, Predmeja, Ravne, Selo, Skrilje, Stomaž, Šmarje, Tevče, Ustje, Velike Žablje, Vipavski Križ, Višnje, Vodice, Vrtovče, Vrtovin, Zavino, Žagolič, Žapuže

## Demografía
Población por lengua materna, censo de 2002
Esloveno: 16.760
Bosnio: 325
Serbio: 182
Serbocroata: 141
Croata: 139
Albanés: 164
Macedonio: 40
Italiano: 16
Húngaro: 7
Alemán: 3
Otros: 38
No información: 380

## Residentes notables
- Martin Baučer (1595-1668), historiador
- Anton Čebej (1722-1774), pintor
- Miša Cigoj (nacido en 1982 ), atleta de baile deportivo
- Josip Križaj ( 1911-1948 ), piloto
- Tobia Lionelli (1647-1714), predicador
- Karel Lavrič (1818-1876), político
- Danilo Lokar (1892-1989), autor
- Veno Pilon (1896-1970), pintor
- Marijan Poljšak (llevado 1945), político
- Edi Šelhaus (nacido en 1919), fotógrafo y reportero gráfico
- Avgust Zigon (1877-1941), historiador de literatura